# 路德维希·费迪南德宫

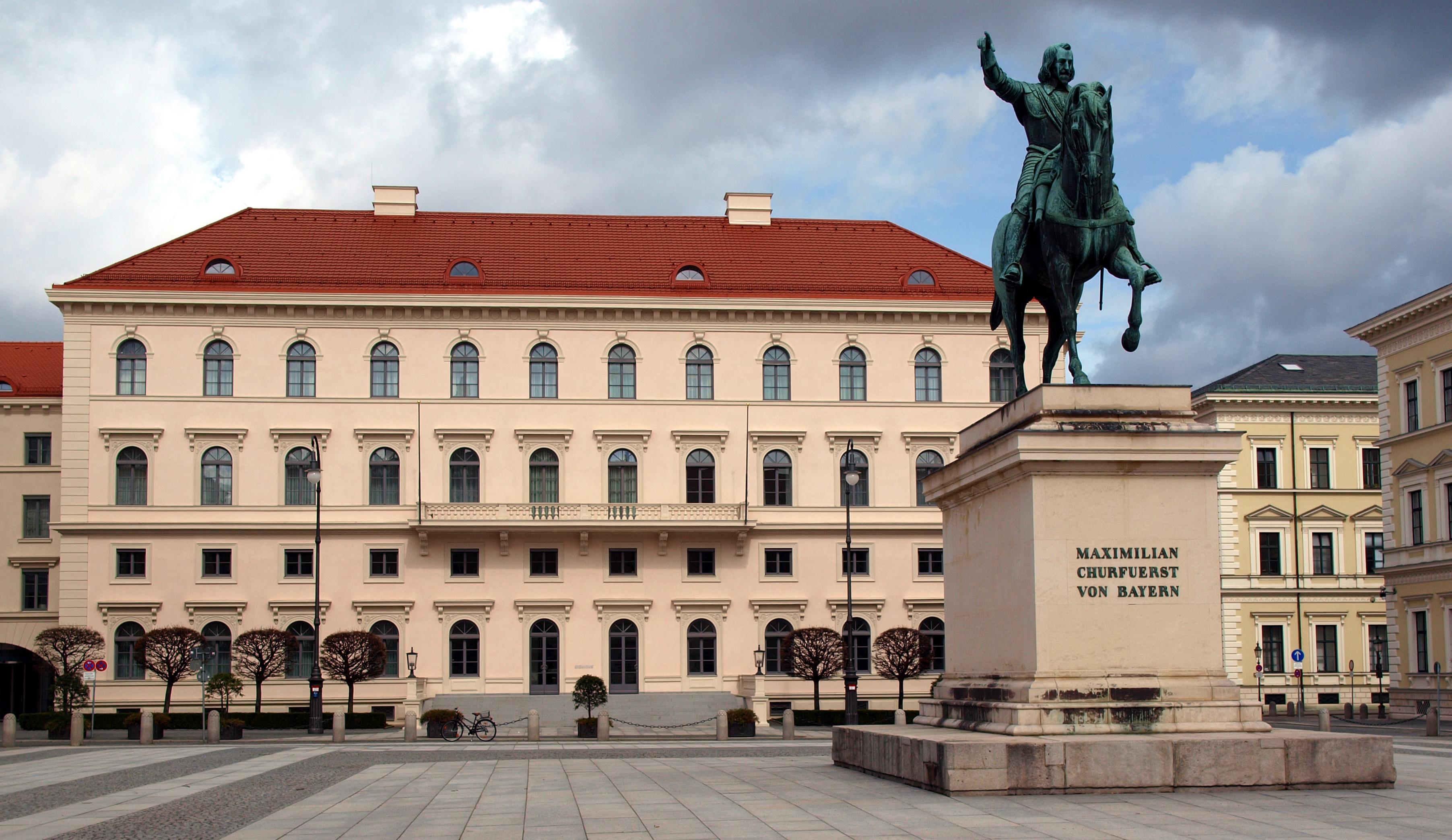

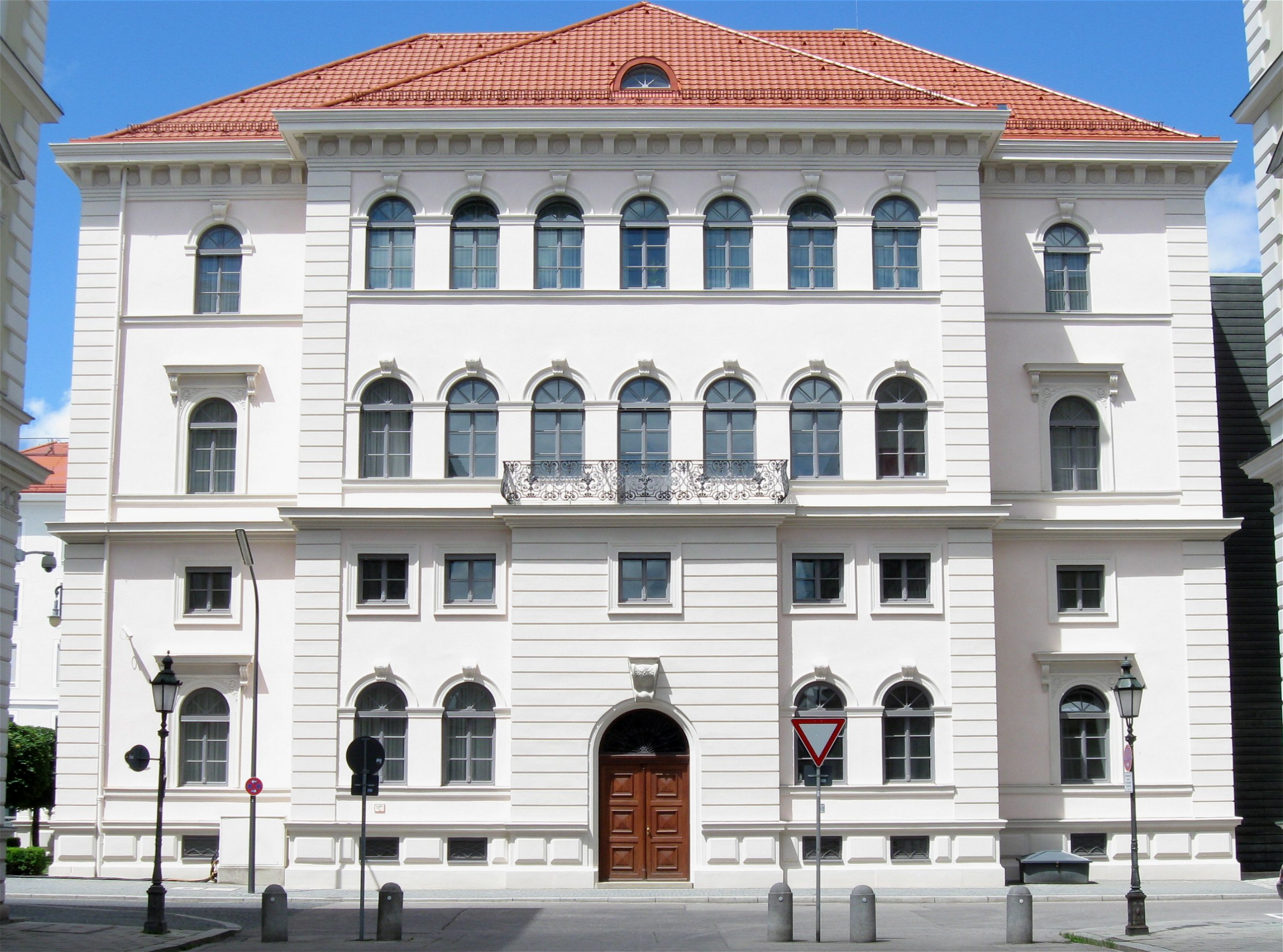

路德维希·费迪南德宫（Palais Ludwig Ferdinand）又名阿尔方斯宫（Alfons Palais）和西门子宫（Siemens Palais），是德国慕尼黑的一座19世纪早期宫殿，由利奥·冯·克伦泽设计。它位于维特尔斯巴赫广场4号，但是又构成音乐厅广场西侧建筑群的一部分。这是克伦泽自己的住所，后来属于巴伐利亚的阿尔方斯王子和路德维希·费迪南德王子。它现在是西门子公司的总部。
宫殿为金银线制造商卡尔·安东·沃格尔建于1825-26年，由弗朗兹·维德曼设计，立面由利奥·冯·克伦泽设计，他本人就住在贵族楼层（piano nobile）达25年之久。克伦泽最初曾打算在此建造慕尼黑第一座新教教堂，但后来由约翰·内波穆克·珀奇建在了别处 。宫殿的东立面是一条从音乐厅广场分出的无名短街的尽头，介于音乐厅和洛伊希滕贝格宫两座建筑之间, 这一侧的三座建筑均为克伦泽设计，具有相同的外墙，这样就形成了三重奏。这原本是建筑的主立面, 由克伦泽设计，正门上方的阳台等细节，与音乐厅广场正对面的他的巴扎大楼相呼应。大约在1850年，该建筑向西延伸。
从1878年开始，这座建筑属于巴伐利亚王子阿尔方斯和路德维希·费迪南德，因此而得名。路德维希·费迪南德在1900年左右改造了维特尔斯巴赫广场立面，用拱形门廊和阳台点缀。。
在第二次世界大战期间，该建筑被严重破坏。改造后，在1949年租给西门子公司，用作游泳池和赌场。路易·费迪南德王子在1949年去世后，西门子公司决定将它买下，作为公司的总部，在1957年与王子的继承人签订了合同。西门子的领导机构今天仍设在这座建筑。
48°08′38″N 11°34′35″E / 48.14389°N 11.57639°E